# Disability Manager
I Disability Manager sono professionisti che lavorano nel campo della disabilità. In Italia, il loro ruolo ha trovato una prima legittimazione istituzionale nel 2009 grazie al "Libro bianco su accessibilità e mobilità urbana" a cura del tavolo Tecnico istituito tra Comune di Parma e Ministero del lavoro e delle politiche sociali e della salute, allora guidato dal ministro Sacconi.
Più recentemente, il ministro del Lavoro Giovannini ha auspicato l'inserimento dei Disability Manager anche nei ministeri e in enti come Inps e Inail.
Inoltre, la figura del Disability Manager è stata prevista nel Programma di azione biennale per la promozione dei diritti e l'integrazione delle persone con disabilità, approvato nel 2013.
Tuttavia non è stato emanato un regolamento nazionale che definisca la funzione di tale figura in ambito pubblico o privato.
Dal 2009 sono stati organizzati alcuni corsi di perfezionamento per formare tali figure professionali, in particolare da parte dell'Università Cattolica del Sacro Cuore di Milano.
Il Disability Manager avrebbe "il compito di raccogliere le istanze dei cittadini disabili e delle loro famiglie, di attivare il lavoro in rete di tutti gli enti e i soggetti coinvolti, di veicolare i bisogni delle persone disabili verso i servizi esistenti, di mettere in atto ogni azione volta a favorire l'accessibilità, urbanistica e non solo, e ad evitare ogni forma di discriminazione."
Il primo Disability Manager italiano ad essere impiegato in una struttura sanitaria (l'Ospedale Riabilitativo di Motta di Livenza) è stato Rodolfo Dalla Mora.

## Profilo professionale
Il profilo dei Disability Manager non è stato definito con precisione in alcuna normativa, né esiste un apposito Albo professionale.
Tuttavia il citato Libro bianco offre alcuni orientamenti. Secondo tale documento, il Disability Manager deve impegnarsi a:
- promuovere presso le singole componenti dell'Amministrazione comunale un'attenzione peculiare alle persone con disabilità;
- segnalare tempestivamente ai responsabili degli uffici eventuali iniziative e

azioni che possano porsi in contrasto con gli enunciati della Convenzione Internazionale sui Diritti delle Persone con Disabilità;
- evidenziare possibili linee-guida di intervento al fine di promuovere i diritti delle persone con disabilità;
- prevedere una segnaletica adeguata per l'accesso alle sedi dei servizi, definendo contrasti cromatici, colori e simbologia omogenea in modo da essere più facilmente identificabili, sia alle persone con disabilità sensoriali che psicofisiche, oltre che agli anziani;
- verificare l'effettiva accessibilità delle strutture comunali in collaborazione con i diversi servizi, individuando le situazioni di difficoltà al fine del loro superamento.[5]